# Mayorista

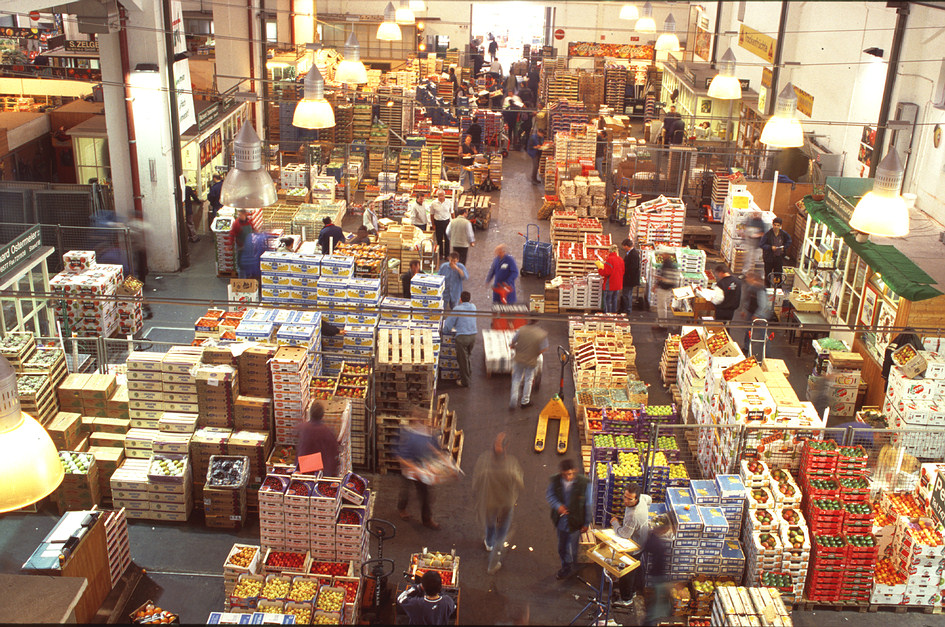
Interior del Mercado Mayorista de alimentación en Múnich (Alemania), el tercer centro mayorista de Europa.

El mayorista, mayor, venta de mayoreo o distribuidor mayorista es un componente de la cadena de distribución en que la empresa o el empresario no se pone en contacto directo con los consumidores o usuarios finales de sus productos, sino que entrega esta tarea a un especialista. El mayorista es un intermediario entre el fabricante (o productor) y el usuario intermediario (minorista). El mayorista: 
- Compra a una persona que produce (productor) (independiente o asociado en cooperativa), a un fabricante, a otro mayorista o intermediario en grandes cantidades.
- Vende a un fabricante, otro mayorista o a un minorista, en cantidades más pequeñas, pero nunca al consumidor o usuario final.

En el caso de productos agrícolas, el mayorista compra a pequeños agricultores, agrupa la producción, la clasifica, envasa, etiqueta...
Las empresas mayoristas están perdiendo protagonismo a favor de las grandes empresas de distribución o de asociaciones de minoristas, que están asumiendo funciones propias de los mayoristas.

## Clasificación de los mayoristas
No existe un tipo de mayoristas; sin embargo, sí puede haber mayoristas grandes y pequeños, con criterios de atención a minoristas o detallistas que compran en grandes cantidades para surtir sus tiendas. 
- Mayorista grande: posee una capacidad financiera que le permite almacenar grandes volúmenes, con lo que obtiene márgenes comerciales preferentes por parte del fabricante o importador, y basado en su bajo gasto operativo, ofrece precios muy bajos que generan una captación masiva de venta importante, por lo cual la rotación de sus productos es alta.
- Mayorista pequeño: A pesar de tener un volumen de venta bajo, se clasifica como mayoristas al comerciante que suministra a detallistas siguiendo una estrategia de distribución de productos en zonas o mercados de difícil atención.

## ¿Por qué surgen los mayoristas?

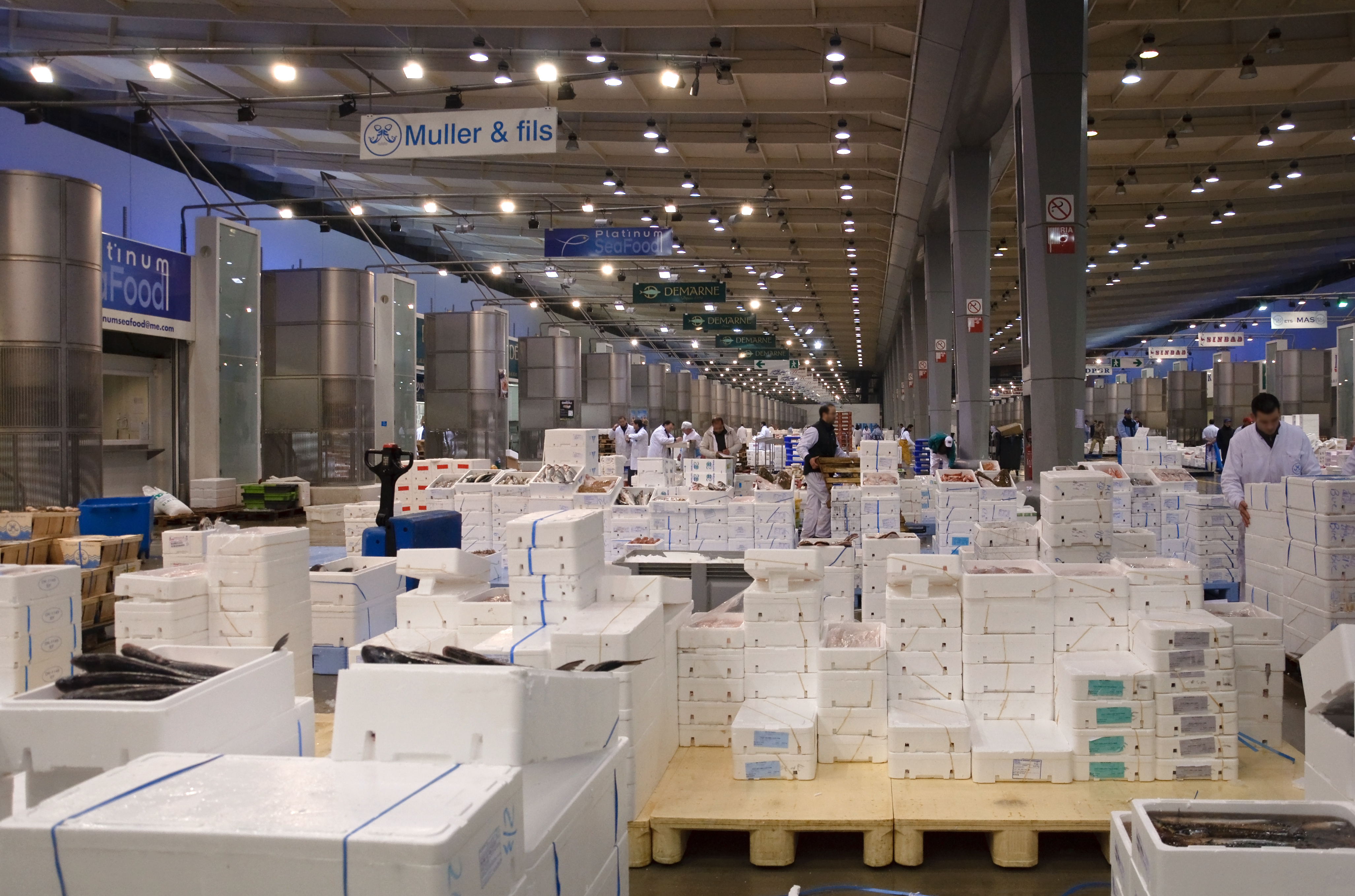
Mercado de pescado al por mayor de Rungis, Francia

Cuando la cantidad de minoristas o clientes de una empresa es muy grande o se encuentran muy dispersos geográficamente, la venta directa sufre de una gestión compleja y un coste elevado. Las razones principales son: la complejidad administrativa que supone gestionar un elevado número de clientes, la numerosa fuerza de ventas necesaria para atender a la clientela, el seguimiento de pedidos numerosos y de poco tamaño, las oficinas de venta o despachos dispersos, la gestión de existencias global y, finalmente, la financiación del canal (gestión de créditos y cobros). 
En estos casos suele ser más eficiente la utilización de mayoristas o distribuidores, los cuales a su vez atienden a los minoristas o detallistas. Los distribuidores mayoristas son especialistas en el manejo de grandes volúmenes de ventas. Cuentan con la infraestructura adecuada en términos de fuerza de ventas, sistemas de distribución física de las mercaderías y control de crédito a su cartera de clientes.
...

## Ventajas y desventajas de los mayoristas

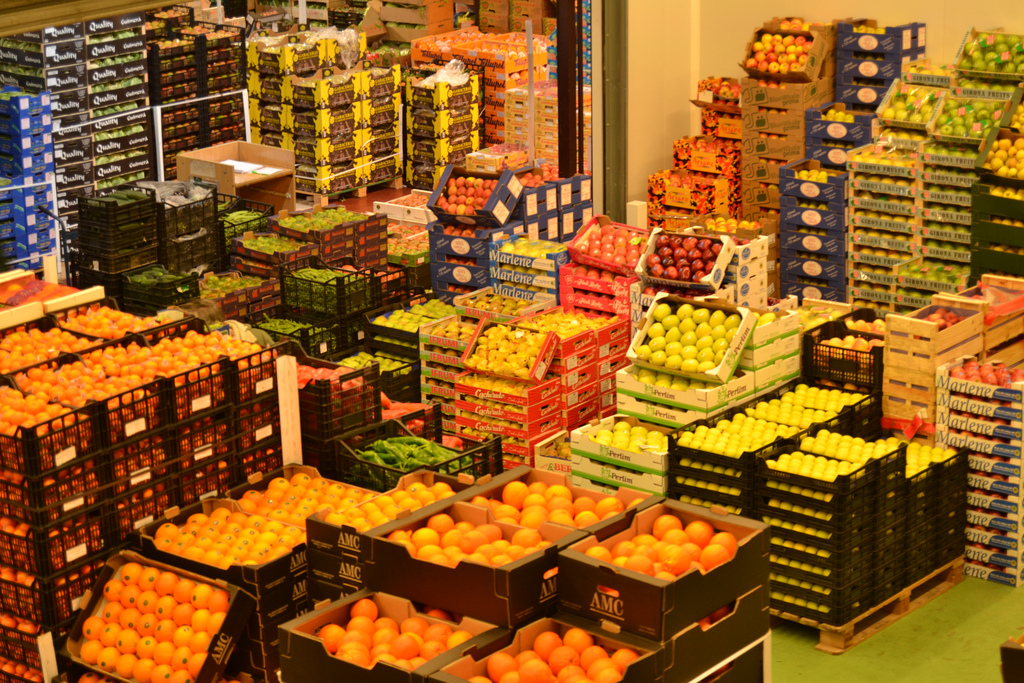
Supermercado mayorista de frutas

La principal desventaja de los mayoristas es que agregan costes al producto y que disminuyen la rentabilidad de los productos que comercializan. Los mayoristas exigen márgenes que se añaden a los concedidos a los detallistas; aunque estos márgenes constituyen en definitiva su recompensa por los servicios que prestan.
Además, los distribuidores pueden llegar a tener un gran poder de negociación frente a las empresas fabricantes cuyos productos distribuyen, porque suponen un gran volumen de la venta total de la empresa fabricante. Tiene también el efecto negativo de concentrar la demanda, por lo que la pérdida del distribuidor o su insolvencia ponen en peligro el volumen de ventas e ingresos totales de la empresa fabricante.
Sin embargo, los mayoristas son eslabones básicos del canal de distribución para consolidar la distribución de productos o servicios, al aumentar considerablemente la capilaridad de un canal de distribución y su madurez.

## Conflictos en los canales de distribución
Es particularmente compleja la gestión de canales de distribución mayorista, en los que la mayor parte de los problemas surgen por la existencia de conflictos con otros canales (directos en su mayor parte); conflictos que deben solventarse de manera justa y equilibrada, para evitar la pérdida de confianza del canal en el fabricante de ese bien o servicio.